# Мішель Ордене
Міше́ль Ордене́ (фр. Michel Ordener) (1755—1811) — французький військовий діяч, дивізійний генерал (25 грудня 1805 роки), граф Ордене і Імперії (декрет від 19 березня 1808 року патент підтверджений 20 грудня 1808 роки), учасник революційних і наполеонівських воєн.

## Нагороди
Легіонер ордена Почесного Легіону (11 грудня 1803 року);
Коммандант ордена Почесного Легіону (14 червня 1804 року);
Командор ордена Залізної корони (Італія);
орден Льва (Баварія).
На честь Мішеля Ордене у XVIII окрузі Парижа названо вулицю.